# Derek Porter
Derek Porter-Nesbitt (Belfast, Reino Unido, 2 de noviembre de 1967) es un deportista canadiense que compitió en remo.
Participó en tres Juegos Olímpicos de Verano, obteniendo dos medallas, oro en Barcelona 1992 (ocho con timonel) y plata en Atlanta 1996 (scull individual), y el cuarto lugar en Sídney 2000 (scull individual).
Ganó cuatro medallas en el Campeonato Mundial de Remo entre los años 1990 y 1999.

## Palmarés internacional
| Juegos Olímpicos   | Juegos Olímpicos         | Juegos Olímpicos  | Juegos Olímpicos |
| Año                | Lugar                    | Medalla           | Prueba           |
| ------------------ | ------------------------ | ----------------- | ---------------- |
| 1992               | Barcelona (España)       | Medalla de oro    | Ocho con timonel |
| 1996               | Atlanta (Estados Unidos) | Medalla de plata  | Scull individual |
| Campeonato Mundial |                          |                   |                  |
| Año                | Lugar                    | Medalla           | Prueba           |
| 1990               | Tasmania (Australia)     | Medalla de plata  | Ocho con timonel |
| 1991               | Viena (Austria)          | Medalla de plata  | Ocho con timonel |
| 1993               | Račice (República Checa) | Medalla de oro    | Scull individual |
| 1999               | St. Catharines (Canadá)  | Medalla de bronce | Scull individual |